# ホンダ・250T
250T（にひゃくごじゅうティー）は、本田技研工業が1981年から1984年に製造販売していた排気量が250ccのアメリカンタイプのオートバイである。型式名MC06。マスターとLAカスタムの2車種が1981年11月13日に発表発売された。ホイールベースの短い小型スタイルの車体に、CD125Tのシリンダーとボアをアップした排気量233㏄のMC06E型空冷4ストロークSOHC2気筒エンジンを搭載し、燃料供給はVB16型キャブレター1基。
海外向け輸出仕様はCM250Cとされたほか、1982年にはベルトドライブ仕様のマスターS・D も追加発売されたが、1985年発売に後継モデルのレブルへ引き継がれる形で生産終了となった。

## モデル一覧
シリーズ車両として以下のモデルが発売された。

### マスター
前後輪をスポークホイールならびにドラムブレーキとしたモデル。主に輸出仕様とされた。

### LA カスタム
1984年4月5日発表、同月6日発売。前後輪ブーメランコムスターホイール化・前輪ディスクブレーキ化・リヤキャリア標準装備化・ヘッドランプをハロゲンバルブ化を実施したモデルである。

### マスター S・D
1982年8月6日発表、同年9月1日発売の追加モデル。マスターをベースに駆動系をコグドベルト式ドライブへ変更しメンテナンスフリーを図ったモデル。車名のS・Dは、ベルトカバー部分に表記されていたSILENT-DRIVEの略である。リヤキャリアを標準装備。